# Ted Lowe
Edwin Charles Ernest „Ted“ Lowe MBE (* 1. November 1920 in Lambourn, Berkshire; † 1. Mai 2011) war ein britischer Sportreporter, der vor allem als Kommentator von Snooker-Turnieren für die BBC bekannt wurde. Sein Spitzname war Whispering Ted, der flüsternde Ted.

## Biografie
Ted Lowe begann als Jugendlicher selbst mit dem Snooker. Für die Eröffnung eines Snookerclubs nach dem Zweiten Weltkrieg schrieb er an den legendären Joe Davis und gewann sogar gegen ihn eine Handicap-Partie. Danach wurde er 1947 zum Manager der Leicester Square Hall in London, der damaligen englischen Billardhochburg.
Von dort sendete die BBC regelmäßig zehnminütige Beiträge und als der übliche Sprecher ausfiel, übernahm Lowe die Kommentierung. Er saß im Publikum und um sein Idol Joe Davis, der gerade am Tisch stand, nicht zu stören, flüsterte er seinen Kommentar ins Mikrofon, was schließlich zu seinem Markenzeichen wurde.
Zu dieser Zeit war Snooker noch nicht so populär und fernsehtauglich, weshalb er nach der Schließung der Leicester Square Hall als Manager der Brauerei Ind Coope arbeitete. Erst mit der Einführung des Farbfernsehens und der Sendung Pot Black 1969 begann die Erfolgszeit der britischen Billardvariante und von Ted Lowe.
Bis zur Snookerweltmeisterschaft 1996 übernahm „Whispering Ted“ für die BBC die Snookerberichterstattung. Er kommentierte auch das legendäre WM-Finale 1985 zwischen Steve Davis und Dennis Taylor, das erst im allerletzten Entscheidungsframe mit dem letzten schwarzen Ball entschieden wurde. 18,5 Millionen Zuschauer verfolgten diese erfolgreichste Liveübertragung in der Geschichte der BBC.
Ted Lowe wurde 1995 zum MBE ernannt. Er starb 2011 im Alter von 90 Jahren.